# Němčice (powiat Prachatice)
Němčice – miejscowość i gmina (obec) w Czechach, w kraju południowoczeskim, w powiecie Prachatice. W 2022 roku liczyła 193 mieszkańców.